# Saalfeld
Saalfeld és una ciutat alemanya situada al districte rural de Saalfeld-Rudolstadt a Turíngia. La ciutat es troba edificada a la riba oest del riu Saale, uns 50 km al sud de Weimar i a 130 km al sud-oest de Leipzig.
Les poblacions veïnes són Rudolstadt, Arnsgereuth, Kamsdorf, Grossbucha, Kaulsdorf, Saalfelder Höhe und Unterwellenborn.
Poblacions dependents de Saalfeld:
- Aue am Berg
- Beulwitz
- Crösten
- Garnsdorf
- Gorndorf
- Graba
- Köditz
- Obernitz
- Remschütz
- Wöhlsdorf

Saalfeld està agermanada amb:
- Stains (França) des de 1964
- Sokolov (República Txeca) des de 1974
- Kulmbach (Baviera) des de 1988
- Samaipata (Bolívia) des de 1996
- Zalewo (Polònia) des de 2001

## Història
Saalfeld és una de les ciutats més antigues de Turíngia, ja mencionada l'any 889. Entre els anys 1071 i 1074, l'arquebisbe de Colònia Anno II hi fundà una abadia benedictina, el primer abat de la qual fou Lampert von Hersfeld.
L'any 1180 Saalfeld adquireix el seu dret local propi, el més antic de Turíngia en llengua alemanya. El 1363 fou l'any en el qual es construí la muralla de la ciutat i l'any 1389 apareix el primer ajuntament.
Entre els anys 1680 i 1735 Saalfeld esdevingué la capital i ciutat de residència del duc de Saxònia-Saalfeld i després esdevingué part del ducat de Saxònia-Coburg-Saalfeld fins al 1826. Posteriorment va formar part del ducat de Saxònia-Meiningen fins al 1918.
Avui en dia la ciutat encara es troba parcialment encerclada per les muralles i els bastions, i conté alguns edificis medievals d'interès, com per exemple un palau construït el 1679 sobre les runes de l'abadia benedictina de St. Peter. D'altres edificis d'interès són l'església gòtica Johanneskirche, que data de principis del s. XIII; l'ajuntament gòtic, completat el 1537; i erigit al costat del riu Saale el Kitzerstein, un palau presumptament construït pel rei alemany Heinrich I, tot i que l'edifici present no és més antic del s. XVI. La relíquia del passat més interessant que hi ha a la ciutat són potser les ruïnes del Hoher Schwarm, anomenat més tard Sorbenburg, presumptament construït el s. VII.
El 10 d'octubre de 1806 tingué lloc la batalla de Saalfeld, en el context de les guerres napoleòniques.

## Població
Evolució del nombre de població:
| 1833 fins a 1946 - 1833 – 4.604 - 1890 – 9.801 - 1905 – 13.242 - 1910 – 14.347 - 1925 – 17.960 - 1933 – 19.148 - 1939 – 22.903 - 1946 – 26.387 | 1950 fins a 1997 - 1950 – 27.673 - 1960 – 26.876 - 1981 – 34.256 - 1984 – 33.586 - 1994 – 32.349 - 1995 – 31.922 - 1996 – 31.983 - 1997 – 31.489 | 1998 fins a 2003 - 1998 – 30.299 - 1999 – 29.868 - 2000 – 29.511 - 2001 – 29.060 - 2002 – 28.759 - 2003 – 28.393 |

Font: Thüringer Landesamt für Statistik

## Infraestructures i transport
L'estació de ferrocarril de Saalfeld es troba a la riba est del Saale i és d'importància notable, ja que és una parada dels trens ICE d'Hamburg cap a Múnic, via Berlín. A més és l'enllaç entre la línia fèrria del Saale Saalbahn i la línia fèrria a nivell nacional de trens ICE i de mercaderies. L'estació també és travessada per línies que l'enllaçen amb Gera, 
Erfurt, Weimar, Katzhütte i Blankenstein.
Davant de l'estació de ferrocarril hi ha la parada local de taxis i l'estació d'autobusos, que comunica la ciutat amb els pobles i ciutats de la perifèria.

## Economia i indústria
Saalfeld està situada a una de les regions més actives de Turíngia i té un bon nombre d'indústries pròsperes, que inclouen la manufactura de maquinària, totxos, pintura, cigars, vinagre, cervesa, impremta i foneria. A la perifèria hi ha mines de ferro.
Els productes locals més importants són:
- La cervesa de la Brauerei Saalfeld
- La xocolata de la Thüringer Schokoladenwerk
- Feengrottenconfiserie (Dolços i productes de xocolata fets a mà)

## Cultura i educació
La ciutat disposa d'una biblioteca pública.
Hi ha dos escoles superiors a la ciutat:
- Heinrich Böll Gymnasium
- Erasmus Reinhold Gymnasium

## Esport
La ciutat té dos equips de futbol: VFL 06 Saalfeld i FC Lokomotive Saalfeld.
L'agrupació esportiva local és el 1.SSV Saalfeld.